# Federació Regional Espanyola de l'AIT
La Federació Regional Espanyola de l'AIT (FRE-AIT) es va constituir a Barcelona entre el 19 i 25 de juny de 1870. Fou el primer Congrés Obrer d'abast estatal i se celebrà al local del Teatre Circ Barcelonès. Els internacionalistes madrilenys (Francisco Mora, Enrique Borrel, Anselmo Lorenzo i Tomás González Morago) llençaren la iniciativa el 19 de febrer de 1870 a les pàgines del setmanari La Solidaridad. El manifest convidava a participar en totes les Societats de Treballadors, constituïdes o en projecte, adherides o no a l'Associació Internacional de Treballadors, però que estiguessin d'acord amb els seus estatuts generals, a la celebració d'un congrés obrer estatal, que tindria lloc a Madrid el primer diumenge de maig. El periòdic La Federación òrgan del Centre Federal de les Societats Obreres de Barcelona, recollí el manifest proposant al mateix temps que se sotmetés a votació la ciutat que hauria d'acollir el congrés en qüestió. La votació decidí per gran majoria que el congrés se celebrés a Barcelona.

## Primer Congrés
Hi van assistir 90 delegats (74 dels quals eres de sindicats catalans) que representaven 98 societats de 39 localitats. La FRE s'estructurà en seccions locals d'ofici i aquestes s'havien de coordinar amb les altres seccions del mateix ofici però de diferents localitat per formar les Uniones de Oficio de la Región Española, i també s'havien de coordinar amb les seccions de diferents oficis d'una mateixa localitat formant la Federación Local. El congrés va designar un Consell Federal integrat per Tomàs González Morago, Enrique Borrel, Ángel Mora, Francisco Mora i Anselmo Lorenzo.
Des del mateix moment de la seva fundació va patir la repressió política del moment, especialment després dels fets de la Comuna de París (maig de 1871). El Govern (amb Práxedes Mateo Sagasta de ministre de governació) va donar instruccions als governadors provincials concedint-los poders il·limitats per perseguir els internacionalistes, amb l'excusa de propaganda subversiva. Finalment la FRE va ser declarada il·legal per un govern presidit per Práxedes Mateo Sagasta el gener de 1872. Aquesta repressió obligà els elements més destacats del Consell Federal (Tomás González, Anselmo Lorenzo i Francisco Mora), a exiliar-se a Lisboa.

## La Conferència de 1871
Tot i aquestes dificultats el Consell Federal organitzà, clandestinament, a València (del 10 al 18 de setembre de 1871 una Conferència de la FRE a la que hi van participar 15 delegats: Gabriel Albagés, Juan Bargalló, Rafael Farga i Pellicer, Juan Guilino, Anselmo Lorenzo, Alonso Marselau, José Mesa Leompart, Pelegrín Montoro, Ángel Mora, Francisco Mora, José Prats, Vicente Rosell, Francesc Tomàs Oliver, Francisco Vidal, i un delegat per Cadis del que no se sap el nom. En la Conferència es va prendre l'acord de celebrar un congrés a Saragossa per a reorganitzar la FRE, agrupant les federacions locals en cinc comarques:
- Nord: Astúries, Galícia, Navarra, Cantàbria, i País Basc.
- Sud: Andalusia.
- Est: Aragó, Illes Balears, Catalunya i País Valencià.
- Oest: Extremadura.
- Centre: Castella (excepte Santander) i Regne de Lleó.

I es va elegir un nou Consell Federal, amb residència a Madrid, format per: Francisco Mora (secretari general), Ángel Mora (tresorer), Valentín Sáez (comptable). Inocencio Calleja (secretari econòmic), Pablo Iglesias, Anselmo Lorenzo, José Mesa, Víctor Pagès i Hipólito Pauly.

## El Segon i Tercer Congressos
L'abril de 1872 la FRE celebrà el seu segon congrés a Saragossa, amb assistència de 47 delegats que representaven a 31 federacions locals i uns 25.000 afiliats i elegiren un nou consell federal, format entre altres pel líder cantonalista Severino Albarracín Broseta. Es produí una escissió encapçalada per Pablo Iglesias, els quals formaren la Nueva Federación Madrileña, partidària de la participació dels partits polítics en els afers sindicals. Del dia 24 de desembre de 1872 a l'1 de gener de 1873 la FRE de l'AIT celebrà el 3r congrés a Còrdova, al qual hi van assistir 51 delegats que representaven a 41 federacions locals, 236 seccions d'oficis i més de 20.000 federats. El congrés va ratificar els acords del congrés de Saint-Imier, que la fracció bakuninista de la Internacional havia celebrat el setembre anterior, i va expulsar els dirigents de la Nueva Federación Madrileña (partidaris de la fracció marxista). El maig de 1873 la FRE es componia de 122 federacions locals, i en plena expansió el mes d'agost en tenia 162 que aplegaven 454 seccions d'oficis més 77 d'oficis varis, amb un nombre d'afiliats a l'entorn de 50.000. Del 21 al 27 de juny de 1874 la FRE celebrà el 4t congrés a Madrid, en el que hi van assistir representants de 48 federacions locals. Entre els acords del congrés cal citar una nova reorganització de la FRE, agrupant les federacions locals en 10 zones o comarques: Andalusia Oriental, Andalusia Occidental, Aragó, Catalunya, Castella la Nova, Castella la Vella, Extremadura, Múrcia, València, i la Basco-Navarresa-Santanderina. En lloc dels congressos es farien conferències comarcals secretes a les que assistiria un delegat de la Comissió Federal.

## Les últimes conferències
Aquestes conferències es van celebrar els estius de 1875, 1876, 1877, 1878, 1879, 1881, però la FRE anava perdent afiliació gradualment (en la memòria presentada a les conferències de 1877 la FRE només constava de 71 federacions locals amb 96 seccions) i va acabar diluint-se l'any 1881 quan només tenia 48 federacions locals.
La FRE participà en el congrés de l'AIT de 1872 a La Haia, i hi envià com a delegats Rafael Farga, Tomás González Morago, Nicolás Alonso Marselau i Carlos Alerini. Aquests delegats assistiren també al congrés de Saint-Imier que confirmava l'escissió de l'AIT entre bakuninistes i marxistes. En el de 1873, Ginebra hi assistiren, José García Viñas, Carlos Alerini, José Marquet i Rafael Farga i Pellicer. En el de 1874 a Brussel·les només hi assistí Severino Albarracín Broseta. En el de 1876 a Berna hi van assistir Trinidad Soriano i José García Viñas. En el de 1877 a Verviers hi van assistir, Trinidad Soriano, i Tomás González Morago.
Sota la iniciativa d'un sector del moviment obrer català (Rafael Farga Pellicer, Josep Llunas i Pujals i Eudald Canivell i Masbernat) en la Conferència Comarcal Catalana celebrada a Gràcia els dies 6, 7, 8 i 9 de febrer de 1881, va promoure un canvi d'orientació destituint la Comissió Federal de la FRE, per a donar-li un caràcter més sindicalista. Aquest mateix nucli el mes de setembre de 1881 organitzava a Barcelona un congrés públic de societats obreres i es constituïa la FTRE.